# 6419 Susono
6419 Susono este un asteroid din centura principală de asteroizi.

## Descriere
6419 Susono este un asteroid din centura principală de asteroizi. A fost descoperit pe 7 decembrie 1993 la Susono de Makio Akiyama și Toshimasa Furuta. El prezintă o orbită caracterizată de o semiaxă mare de 3,13 ua, o excentricitate de 0,08 și o înclinație de 11,4° în raport cu ecliptica.